# Soledad Fandiño
Soledad Fandiño (geboren am 7. April 1982 in Buenos Aires) ist eine argentinische Film- und Theaterschauspielerin.

## Leben
Als Schauspielerin debütierte Fandiño im Jahr 2002 in der TV-Serie Rebelde Way, die bis 2003 lief. Im Jahr 2007 nahm sie an der argentinischen Tanzsendung Bailando por un Sueño (deutsch Tanz für deinen Traum) teil. Gemeinsam mit Rodrigo de la Serna wirkte sie 2011 an der für einen Emmy Award nominierten Telenovela Contra las Cuerdas mit.
Fandiño konzentriert sich hauptsächlich auf TV-Serien. Zudem wirkte sie in zwei Filmen mit.

## Privates
Im Januar 2013 heiratete sie den Schauspieler René Pérez. Sie trennten sich im April 2018.

## Filmografie
- 2002–2003: Rebelde Way – Leb’ Dein Leben (5 Folgen, TV-Serie)
- 2004: No hay 2 sin 3  (TV-Serie, 58 Folgen)
- 2005: Stephanie
- 2006: Juanita, la soltera (106 Folgen)
- 2006: Gladiators from Pompey (TV-Serie, 23 Folgen)
- 2007: Son de Fierro (TV-Serie, 211 Folgen)
- 2008–2009: Por amor a vos (TV-Serie, 173 Folgen)
- 2009: Dromo (TV Mini-Serie, 1 Folge)
- 2010: Todos contra Juan (TV-Serie, 8 Folgen)
- 2010–2011:Contra las cuerdas (TV-Serie, 60 Folgen)
- 2011: Televisión por la inclusión (TV Mini-Serie, 2 Folgen)
- 2011: Mistreated (TV Mini-Serie, 2 Folgen)
- 2016: Educando a Nina (TV-Serie, 9 Folgen)
- 2017: Fanny la fan (TV-Serie, 19 Folgen)
- 2017: Yo soy así, Tita de Buenos Aires
- 2019: Eva Duarte de Perón (TV-Serie, 13 Folgen)
- 2019: Argentina, tierra de amor y venganza (TV-Serie, 16 Folgen)
- 2021: 100 días para enamorarnos (TV-Serie, 6 Folgen)

## Auszeichnungen
- 2004: Martín Fierro für die TV-Serie No hay 2 sin 3 (nominiert)
- 2004: Clarin Award für die TV-Serie No hay 2 sin 3 (nominiert)

## Weblink
- Soledad Fandiño bei IMDb